# 卡代納比亞

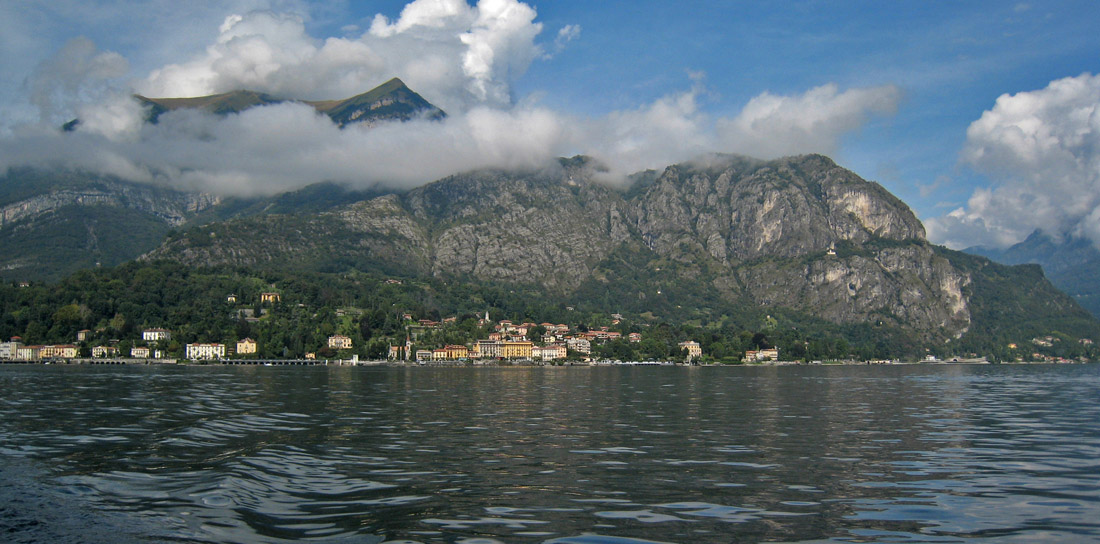
从科莫湖的一端眺望卡代納比亞

卡代納比亞（義大利語：Cadenabbia）是意大利伦巴第大區科莫省格里安泰市镇的一个社区，位于科莫湖西岸，梅纳焦和特雷梅佐之间，距离科莫约15英里，1891年建於此處的圣公会教堂是意大利歷史最悠久的圣公会教堂之一。   

## 名人联系
- 作者玛丽·雪莱从1840年7月14日至9月8日与儿子珀西·弗洛伦斯·雪莱（英语：Percy Florence Shelley）一起住在卡代纳比亚的Albergo Grande酒店。她在1844年出版的游记《德国和意大利漫游记》（Rambles in Germany and Italy）中描述了自己在卡代纳比亚的经历。[1]
- 1853年，朱利奥·里科迪（英语：Giulio Ricordi）在卡代納比亞建起了一座豪宅（坐标45.994321N 9.238636E （页面存档备份，存于）），威尔第曾到访过这里。[2]
- 西德总理康拉德·阿登纳经常在卡代納比亞度假。
- 亞瑟·史尼茲勒在其1908年創作的小说《通向开放之路（英语：Der Weg ins Freie）》的一个场景中提到了卡代納比亞的墓地。